# Dean Winchester
Dean Winchester az Odaát (Supernatural) című televíziós sorozat Eric Kripke által kitalált szereplője, akit Jensen Ackles alakít. Dean a sorozat egyik főszereplője.

## Háttér
Dean 1979. január 24-én született a kansasi Lawrence-ben John és Mary Winchester első gyermekeként. A fiú négy évvel fiatalabb öccsét, Samet már kiskorában is megóvta minden bajtól. Anyjuk meggyilkolását követően a felcseperedő fivérek kitanulták apjuktól a természetfelettire való vadászatot, hogy bosszút állhassanak Mary gyilkosán, ám ezt követően a család kettészakadt; Sam egyetemre kezdett járni és új életet kezdett, míg Dean Johnnal maradt, és segítette mindenben.
A fiú nagy rock- és heavy metal-rajongó. Öccsével ellentétben, komolytalan és pimasz, ámde hozzá hasonlóan segítőkész. Van egy 1967-es fekete Chevrolet Impalája, melyet korábban még apja ajándékozott neki. Ő és családja egyik legjobb barátja a szintén vadász Bobby Singer.

## 1. évad
Az évad elején Dean apja váratlan eltűnését követően meglátogatja öccsét, és segítségét kéri az öreg megtalálásában. Miután anyjuk gyilkosa, a Sárgaszemű démon ismét lecsap és megöli Sam barátnőjét, a két fivér bosszút esküszik a démon ellen, majd Dean Impalájával útnak erednek, hogy felkutassák őt és apjukat, átszelve az Amerikai Egyesült Államok tájait pedig annyi természetfeletti lénnyel végezzenek, ahánnyal csak tudnak.
Mialatt városról városra járva pusztítják a gonoszt, Dean makacssága és megfontoltsága miatt többször összeveszik Sammel, később azonban mindig kibékülnek, akcióik során gyakran megmentik egymás életét. Dean egy ilyen ügy során találkozik régi szerelmével, Cassie-vel, és szerelmük újra fellobban, noha később a fiú kénytelen továbbállni mellőle. Egy balul sikerült vadászat során azonban egy alakváltó Dean alakját ölti magára és megöl egy fiatal lányt, így a hatóságok körözni kezdik a fiút.
Az évad végén a fivérek végre találkoznak apjukkal, aminek Dean különösen örül. Mikor azonban Sam többször is nyíltan fellép apja utasításai ellen, Dean közéjük áll, megpróbál békét teremteni köztük. John később a démonok csapdájába esik, Dean ezért teljesen bedühödik; öccsével és Bobby barátjával elfog egy korábban már az életükre törő Meg Masters nevű, megszállt fiatal lányt, és kegyetlenül kiűzi belőle a gonoszt, noha ennek bekövetkeztével a valódi Meg meghal. A két testvér ezek után sikeresen kiszabadítja elfogott apjukat, melyről azonban kiderül, szintén megszállta egy démon, méghozzá a Sárgaszemű, Azazel. A lény a fiúkat is elfogja, majd kínozni kezdi őket, egészen addig, míg a korábban megszerzett Colttal el nem sikerül őt űzni, felszabadítva ezzel Johnt.
A történtek után Winchesterék ismét autóba ülnek, hogy folytassák vadászatukat, ám egy démon által megszállt sofőr vezette kamion beléjük hajt; az Impala széttörik, Dean pedig élet-halál közt lebeg.

## 2. évad
Az évad elején a kórházba szállított Dean haldokolni kezd, lélekként bolyong az élők között. Apja végül döntést hoz: feláldozza magát és a Coltot fia életéért cserébe Azazelnek, így Dean feltámad, míg John Pokolra kerül. Ezek után Dean saját magát kezdi hibáztatni apja halála miatt, Sammel gyászolni kezdenek, ezzel együtt viszont az egymás közötti feszültségük is nő, egy alkalommal Dean még meg is üti öccsét.
Hogy enyhítse bánatát, Dean Bobby segítségével annak roncstelepén megjavítja széttört autóját, később pedig Sammel ismét vadászni kezdenek. Útjuk során új vadászokkal ismerkednek meg, köztük Ellennel, Jóval, Ashsel, illetve az ellenük forduló Gordonnal, aki a fiúk jóvoltából a börtönben köt ki. Míg Dean életében egyre többször tűnik fel az őt üldöző FBI-ügynök, Victor Henriksen, a fiú és Jo között szoros kapcsolat alakul ki. Egy alkalommal Samet megszállja egy korábban már feltűnő démon, öccse életéért aggódó bátyja azonban Bobbyval sikeresen visszaküldi azt a Pokolba. A két fiú nemegyszer kerül a hatóságok markaiba, végül mindig sikerül elmenekülniük.
Az évad végén Sam tragikus módon meghal, végső elkeseredettségében Dean alkut köt egy démonnal; öccse visszatér az élők közé, ő viszont kerek egy év múlva Pokolra fog kerülni. Mikor a fiú és öccse megtudják, hogy Azazel és társa, Jake fel akarják nyitni az Ördög kapuját, hogy háborút robbantsanak emberek és démonok között, Bobbyval és Ellennel a helyszínre, egy temetőbe sietnek, ahol Deannek egy kemény összecsapás után a visszaszerzett Colt utolsó töltényével sikerül megölni Azazelt, viszont több száz gonosz lélek szabadul ki a Pokolból. Az összecsapás során a fivérek találkoznak elhunyt apjuk lelkével, aki nem sokkal később eltűnik, a látványtól mégis mindketten elérzékenyülnek. Ezután, mikor menni készülnek, Jake hátbaszúrja Samat, aki meghal. Ekkor Dean alkut köt egy démonnal, és az egy évet ad neki.

## 3. évad
Dean az évad elején egyre inkább káros szenvedélyekkel múlatja utolsó évét, aminek öccse nem nagyon örül. Egy kisvárosi nyomozásuk során Dean ismét találkozik egy több éve nem látott barátnőjével, akinek kisfiáról először azt feltételezi, hogy ő lehet az apja, ám félelme végül nem igazolódik be. A fivérek életére először két férfi, Kubrick és Creedy tör, ám miután akciójuk balul sül el, megbízójuk, Gordon Walker megszökik a börtönből, majd saját maga ered a fiúk nyomába, ám Sam önvédelemből megöli, Dean ebből a harcból kimarad.
A színen feltűnik egy emberek oldalán álló, Ruby nevű démonlány, aki segít a fiúknak és Bobbynak új töltényeket készíteni a Dean utolsó reményeként szolgáló Colthoz, amit viszont később egy másik lány, Bela ellop tőlük, majd elad a feketepiacon. Ruby ugyan segítségét ajánlja Deannek, hogy megmentse őt a Pokoltól, később azonban bevallja, erre még ő sem képes. Míg a határidő lejárta egyre közeledik, Sam egyre elkeseredettebben munkálkodik, hogy találjon valamit bátyja halála ellen.
Az évad végén kiderül, Dean alkuja egy Lilith nevű démonnal köttetett, akit a fivérek és Bobby ezek után meg is próbálnak ölni, csakhogy az Ruby testét használva elfogja őket, Deant pedig az egyezség szerint pokolkutyákkal a Pokol fenekére küldi.

## 4. évad
Dean egyik pillanatról a másikra kijut a Pokolból, és visszatér az élők közé, méghozzá egy Castiel nevű angyalnak köszönhetően – noha annak kéznyoma a fiú vállába ég -, aki állítása szerint Isten parancsára mentette meg a fiút; Lilith ugyanis azon munkálkodik, hogy feltörje a 66 pecsétet. Ha sikerrel jár, Lucifer a Földre szabadul.
Dean így visszaszegődik öccse mellé, és az angyallal, illetve annak társával, az ellenszenves Uriellel azon kezdenek munkálkodni, hogy megállítsák a pecséttöréseket, emellett pedig tovább folytatják a vadászatokat. Deant egy alkalommal Castiel visszaküldi az 1973-as Lawrence-be, ahol találkozik akkor szüleivel, illetve nagyszüleivel, akikről megtudja, hogy ők is vadászok voltak, és velük is Azazel végzett. A fiúk életében feltűnik egy Anna Milton nevű lány, aki állítása szerint hallja az angyalok beszélgetését, így Dean és Sam a védelmük alá veszik az őt üldöző démonok és angyalok elől. Mikor Sam felfedi bátyja előtt, hogy annak távolléte alatt az újonnan visszatért Rubyval kezdett démonokra vadászni, illetve annak véréből táplálja magát, melytől képes tovább fejlesztenie erejét, Dean teljesen kiborul, és többször veszekedni kezd öccsével, ám időközben az ő múltjából is kiderül néhány sötét pont: a démonok egyik vezetője, a Pokol kínzómestere; Alastair felfedi Dean előtt, hogy mikor az odalenn raboskodott, hosszas kínzások után ő is mellé szegődött, és hosszú évekig együtt kínozták az elkárhozott lelkeket, és ez volt az, amely az első pecséttörést előidézte. Deannek megadatik, hogy az angyalok által elfogott Alastairt megkínozhassa, ám az végül Uriel árulásának köszönhetően elszabadul, így végül a démont öccse öli meg képességével. Dean Castiel előtt megfogadja, hogy saját kezűleg állítja meg az Apokalipszist.
Az évad végén Dean és Bobby úgy döntenek, hogy Samre veszélyt jelenthet a sok démonvér, így bezárják őt Bobby roncstelepének pánikszobájába, ahonnan azonban a fiú megszökik, így Dean kénytelen lesz megkeresni. Csakhogy miután megtalálta öccsét és Rubyt, Dean választás elé állítja Samet; vagy vele folytatja a vadászatokat, vagy a démonlánnyal, a választól azonban Sam tartózkodik, és mikor Dean szörnyetegnek nevezi fivérét, verekedés tör ki köztük, melyben Dean végül alulmarad. Sam ugyan magára hagyja megvert bátyját, az Bobby biztatására tovább tevékenykedik, hogy megvédje öccsét, azonban az angyalok; Castiel és felettese, Zakariás egy motelszobának kinéző helyre viszik, hogy ott készüljön fel fogadalma beteljesítésére. Csakhogy előbb-utóbb Dean kíváncsiskodni kezd, majd Zakariástól megtudja, hogy az angyalok rejtélyes módon azt akarják, hogy Lucifer kitörjön rabságából, melyre csupán akkor kerülhet sor, ha megtörik az utolsó pecsét; maga Lilith, amit pedig csak Sam tudna véghezvinni. Dean meggyőzi Castielt, segítsen megakadályozni a Menny terveit, így a korábban megismert prófétától, Chuck Shirley-től megtudja a pecséttörés helyszínét, az angyal odarepíti Deant, az azonban elkésik: öccse végez Lilithtel, Ruby pedig felfedi előttük, hogy ő maga egész végig a Pokolt szolgálta. Dean ezt hallva, a démonölő tőrrel nekiront a démonlánynak, és megöli őt, majd öccsével együtt végignézi, ahogyan Lucifer felemelkedik rabságából.

## Dean autója
Deannek egy sötétfekete 1967-es Chevrolet Impalája van, amit még apjától kapott. Az Impalát Dean családtagjának tekinti, gyakran beszél hozzá, becézgeti és nagyon félti. Rendszáma (KAZ 2Y5) az Odaát 2005-ös premierjére utal, ám ezt a rendszámot a 2. évadban lecserélik (CNK 80Q3), mivel az FBI a fivérek nyomába ered, 1997-es rendszáma viszont teljesen más volt (BQN 9R3). A kocsi az évadok során a Metallicar gúnynevet kapta.
Az autó a sorozat premierekor 38 éves, legelőször az 1. évadban, a Nyomtalanul c. epizódban tűnik fel, amikor is John gyermekeivel ezen ülve nézi végig, ahogyan lakásuk az Azazel által okozott tűzben leég.